# Новомиколаївська сільська рада (Новоукраїнський район)
| Новомиколаївська сільська рада —колишній орган місцевого самоврядування у Новоукраїнському районі Кіровоградської області з адміністративним центром у с. Новомиколаївка. Сільській раді підпорядковані населені пункти: - с. Новомиколаївка - с. Войнівка - с. Михайлівка - с. Новоподимка - с. Петрівка - с. Подимка |

## Склад ради
Рада складається з 18 депутатів та голови.

### Керівний склад ради
| ПІБ                      | Основні відомості                                                 | Дата обрання | Дата звільнення |
| ------------------------ | ----------------------------------------------------------------- | ------------ | --------------- |
| Биченко Василь Семенович | Сільський голова, 1957 року народження, освіта, безпартійний      | 26.03.2006   | 31.10.2010      |
| Биченко Василь Семенович | Сільський голова, 1957 року народження, освіта вища, безпартійний | 31.10.2010   | 25.10.2015      |

Примітка: таблиця складена за даними джерела

## Населення
Згідно з переписом УРСР 1989 року чисельність наявного населення села становила 2257 осіб, з яких 1016 чоловіків та 1241 жінка.
За переписом населення України 2001 року в селі мешкала 1431 особа.

### Мова
Розподіл населення за рідною мовою за даними перепису 2001 року:
| Мова       | Відсоток |
| ---------- | -------- |
| українська | 95,49 %  |
| російська  | 2,64 %   |
| молдовська | 1,74 %   |
| вірменська | 0,07 %   |
| румунська  | 0,07 %   |